# Elizabeth LeCompte
Elizabeth LeCompte (geboren 28. April 1944 in New Jersey) ist eine US-amerikanische Regisseurin und Mitbegründerin der Wooster Group, die sie seit deren Entstehung in den 70er Jahren leitet.

## Leben
LeCompte studierte am Skidmore College Bildende Kunst. Gemeinsam mit der Wooster Group schuf sie über vierzig Theater-, Tanz- und Videoarbeiten, angefangen mit dem Theaterstück Sakonnet Point im Jahr 1975. Charakteristisch für diese Werke ist die Verflechtung von performativen und multimedialen Elementen, die stark von der historischen und zeitgenössischen bildenden Kunst und Architektur beeinflusst sind. LeCompte ist sowohl dafür bekannt, Klassiker wie Hamlet, The Emperor Jones und The Hairy Ape zu dekonstruieren und umzuarbeiten, als auch komplett neue Werke von Grund auf zu schaffen.
Vor ihrer Arbeit mit The Wooster Group war sie von 1970 bis 1975 Mitglied der experimentellen Theatergruppe The Performance Group. Anschließend gründeten LeCompte und Spalding Gray zusammen mit Jim Clayburgh, Willem Dafoe, Peyton Smith, Kate Valk und Ron Vawter die Wooster Group. Für ihre Arbeit mit diesen Gruppen wurde LeCompte 2004 in den Band von Mitter und Shevtsova aufgenommen, in dem 50 einflussreiche Theaterregisseure aus aller Welt vorgestellt werden. Andere Autoren ordnen sie konsequent in die Reihe der experimentellen Theaterkünstler ein, die über Meyerhold und Grotowski bis zur heutigen Generation der „postdramatischen“ Theatermacher reicht.
Im Jahr 1977 begann LeCompte eine Beziehung mit dem Schauspieler Willem Dafoe. Sie heirateten nie und beendeten ihre Beziehung 2004 nach 27 Jahren. Das Paar hat einen Sohn.

## Werke

### Theater
Three Places in Rhode Island
- Sakonnet Point (1975)
- Rumstick Road (1977)
- Nayatt School (1978)
- Point Judith (an epilog) (1979)

The Road to Immortality
- Route 1 & 9 (1981)
- L.S.D. (…Just the High Points…) (1984)
- Frank Dell’s The Temptation of St. Antony (1988)
- North Atlantic (1984, 1999, 2010)
- Brace Up! (1991, 2003)
- The Emperor Jones (1993, 2006)
- Fish Story (1994)
- The Hairy Ape (1996)
- House/Lights (1998, 2005)
- To You, The Birdie! (Phèdre) (2002)
- Poor Theater (2004)
- Who’s Your Dada?! (2006)
- Hamlet (2007, 2012)
- La Didone (2009)
- Vieux Carré (2011)
- Troilus and Cressida (2012) – eine Kollaboration mit der Royal Shakespeare Company; Regie: Elizabeth LeCompte and Mark Ravenhill
- Cry, Trojans! (Troilus & Cressida) (2014)
- Early Shaker Spirituals (2014)

### Tanz
- Hula (1981)
- For the Good Times (1982)
- Dances with T.V. and Mic (1998)
- Erase-E(X) (2004) (mit JoJi Inc.)
- I Am Jerome Bel (2008)

### Film und Videoarbeiten
- Flaubert Dreams of Travel but the Illness of His Mother Prevents It (1986)
- Today I Must Sincerely Congratulate You (1991)
- White Homeland Commando (1992)
- Rhyme ’Em to Death (1994)
- The Emperor Jones (DVD – 1999)
- House/Lights (DVD – 2004)
- There Is Still Time . . Brother (installation – 2007)
- Brace Up! (DVD – 2009)
- Dailies (2010 – present)
- To You, The Birdie! (Phèdre) (DVD – 2011)
- Rumstick Road (DVD – 2013)

### Hörspiele
- The Emperor Jones (BBC Radio 3 – 1998)
- Racine’s Phèdre (BBC Radio 3 – 2000)